# ویکی‌پدیای ویتنامی
ویکی‌پدیای ویتنامی (به ویتنامی: Wikipedia tiếng Việt)
 نسخهٔ ویتنامی وبگاه ویکی‌پدیا است که در اکتبر ۲۰۰۳ ایجاد شده‌است.
در تاریخ ۱۹ مهٔ ۲۰۱۴، این دانشنامه با بیش از ۸۸۰٬۰۰۰ مقاله در رتبهٔ سیزدهم ویکی‌پدیاها قرار داشت.
ویکی‌پدیای ویتنامی، هم‌اکنون ۲۶ مارس ۲۰۲۵ میلادی، تعداد ۹۸۴٬۱۳۵ کاربرِ ثبت‌نام‌کرده، ۱۵ مدیر، و ۱٬۲۹۳٬۶۲۸ مقاله دارد.